# Ǵoko Zajkov
Ǵoko Zajkov (en macédonien : Ѓоко Зајков), né le 10 février 1995 à Skopje, est un footballeur macédonien. Formé au FK Rabotnički Skopje, il est sacré champion et remporte la Coupe de Macédoine en 2014. Il évolue au poste de défenseur au Ajman Club.

## Biographie

### Enfance et débuts
Ǵoko Zajkov naît le 10 février 1995 à Skopje, capitale de la Macédoine du Nord. Souhaitant devenir footballeur professionnel, le jeune joueur est inscrit par ses parents au FK Rabotnički Skopje, l'un des clubs de la ville, alors qu'il est âgé de huit ans. Il fait, dès lors, toute sa formation au sein de ce même club, progressant jusqu'à atteindre les rangs de l'équipe première. 
Durant sa formation, Ǵoko Zajkov s'affirme comme l'un des espoirs de son pays au poste de défenseur, évoluant avec les sélections nationales dans toutes les catégories d'âge. Successivement, il participe ainsi aux éliminatoires de l'Euro des moins de 17 ans, puis à celles de l'Euro des moins de 19 ans, sans que son équipe ne parvienne à passer la première phase qualificative. Lors de cette deuxième campagne éliminatoire, la Macédoine est éliminée malgré deux victoires en trois matchs, contre le Monténégro et les Îles Féroé.

### Débuts professionnels au Rabotnički Skopje
En avril 2012, Ǵoko Zajkov fait ses débuts en Championnat de Macédoine, remplaçant Darko Velkovski à la fin d'une rencontre gagnée par le Rabotnički contre le Renova Džepčište. Durant la fin de saison, il totalise quatre apparitions en équipe première, dont deux comme titulaire. La saison suivante, Zajkov gagne peu à peu en temps de jeu, avec dix-huit apparitions en championnat. Auteur de deux réalisations et d'une passe décisive durant l'exercice, il marque son premier but professionnel face au Bregalnica Štip le 8 décembre 2012,. En 2013-2014, le jeune défenseur gagne sa place de titulaire au sein de la défense du Rabotnički, participant pleinement à la bonne saison de son club, qui réalise le doublé coupe-championnat pour la seconde fois de son histoire. Il dispute ainsi vingt-deux matchs et marque un but en championnat.
Ses bonnes performances lui permettent d'intégrer l'équipe de Macédoine espoirs, qui dispute les éliminatoires de l'Euro 2015, mais également de se faire remarquer par le sélectionneur national, Boško Đurovski. En avril 2014, ce dernier convoque Ǵoko Zajkov avec 33 autres joueurs évoluant dans des clubs macédoniens, pour les tester en vue d'une possible intégration en équipe nationale. De fait, quelques semaines plus tard, fin mai 2014, Zajkov est appelé par Đurovski pour un match amical face au Qatar, afin de pallier le forfait de Goran Popov, mais ne rentre pas en jeu durant la rencontre. Quelques jours plus tard, il est rappelé pour deux rencontres amicales face à la Chine, de même que huit autres de ses coéquipiers au Rabotnički.

### Au Stade rennais
Le 23 juin 2014, il quitte la Macédoine pour s'engager avec le club français du Stade rennais, en faveur duquel il signe un contrat de trois ans. Après avoir joué régulièrement avec la réserve en CFA 2 après son arrivée, il joue son premier match avec les couleurs rennaises lors d'un huitième de finale de Coupe de la Ligue face à l'US Créteil-Lusitanos, mais cette rencontre est la seule qu'il dispute avec l'équipe première lors de sa première année en Bretagne. En panne de temps de jeu, il est prêté avec option d'achat au Royal Charleroi SC le 25 août 2015, club où il est définitivement transféré le 1er juillet 2016.

## Style de jeu
Lors du recrutement de Ǵoko Zajkov par le Stade rennais, l'entraîneur du club Philippe Montanier le décrit comme « un défenseur central moderne », « très bon techniquement et dans les duels ». Son modèle en tant que joueur est le défenseur central de Chelsea John Terry.

## Palmarès
Devenu titulaire au FK Rabotnički Skopje, Ǵoko Zajkov participe aux succès de son club lors de la saison 2013-2014. Ainsi, le Rabotnički Skopje remporte au printemps 2014 le Championnat de Macédoine, ainsi que la Coupe de Macédoine de football.

## Statistiques
Le tableau suivant détaille les statistiques de Ǵoko Zajkov durant sa carrière professionnelle,.
| Saison                | Club                  | Championnat           | Championnat | Championnat | Coupe nationale | Coupe nationale | Coupe de la Ligue | Coupe de la Ligue | Total | Total |
| Saison                | Club                  | Division              | M.          | B.          | M.              | B.              | M.                | B.                | M.    | B.    |
| 2011-2012             | FK Rabotnički Skopje  | D1                    | 4           | 0           | 0               | 0               | -                 | -                 | 4     | 0     |
| 2012-2013             | FK Rabotnički Skopje  | D1                    | 18          | 2           | 0               | 0               | -                 | -                 | 18    | 2     |
| 2013-2014             | FK Rabotnički Skopje  | D1                    | 22          | 1           | 3               | 0               | -                 | -                 | 25    | 1     |
| Sous-total            | Sous-total            | Sous-total            | 44          | 3           | 3               | 0               | -                 | -                 | 47    | 3     |
| 2014-2015             | Stade rennais FC      | L1                    | 0           | 0           | 0               | 0               | 1                 | 0                 | 1     | 0     |
| 2015-2016             | Sporting Charleroi    | D1                    | 8           | 0           | 0               | 0               | -                 | -                 | 8     | 0     |
| Total sur la carrière | Total sur la carrière | Total sur la carrière | 52          | 3           | 3               | 0               | 1                 | 0                 | 56    | 3     |